# Рисовые террасы в Филиппинских Кордильерах
Рисовые террасы в Филиппинских Кордильерах (филипп. Mga Hagdan-Hagdang Palayan ng Kordilyera ng Pilipinas; ифугао Payyo, англ. Rice Terraces of the Philippine Cordilleras) — рисовые поля, повторяющие контуры горных склонов в провинции Ифугао, Филиппины. Поля были созданы более двух тысяч лет назад. В 1995 году они были включены в список объектов Всемирного наследия ЮНЕСКО. С 2001 по 2012 год поля находились в списке объектов, находящихся под угрозой уничтожения.

## Расположение
Рисовые террасы расположены на острове Лузон в северной части Филиппинского архипелага. Они достигают большой высоты над уровнем моря, построены на очень крутых склонах и точно повторяют натуральные контуры склонов. Кроме того, для террас характерна хорошо разработанная ирригационная система.

## Всемирное наследие
В состав объекта Всемирного наследия вошло пять кластеров, признанных наиболее красивыми и хорошо сохранившимися:
- Террасы Надакадан (Nagacadan) в муниципалитете Kiangan разделены рекой;
- Террасы Андуан (Hungduan);
- Центральная часть террас (Mayoyao) включает в себя также традиционные фермерские постройки farmers’ bale (houses) and alang (granaries);
- Террасы Бангаан (Bangaan) в муниципалитете Banaue включают также традиционную местную деревню;
- Террасы Батад (Batad) в муниципалитете Banaue сконструированы в виде полукруглого амфитеатра с деревней в его основании.